# Batman
 Ovo je glavno značenje pojma Batman. Za druga značenja pogledajte Batman (razdvojba).
Batman je izmišljeni lik, stripovski junak izdavačke kuće DC Comics, kojeg su stvorili crtač Bob Kane i pisac Bill Finger. Prvi put se pojavio 1939. godine u stripu Detective Comics #27. Poznat je još kao "Vitez tame", "Maskirani križar" i "Najveći svjetski detektiv". U Hrvatskoj je Batman mnogo popularniji u filmskim utjelovljenjima, nego u stripu.
U originalnoj verziji priče i u većini reizdanja, Batmanov stvarni indetitet je Bruce Wayne, američki milijunaš (kasnije milijarder), "playboy", industrijalist i filantrop. Svjedočivši ubojstvu svojih roditelja kao dijete, zaklinje se na osvetu i borbu protiv kriminala. Bruce počinje fizički i psihički trenirati kako bi bio spreman te izrađuje odijelo u obliku šišmiša u kojem će se boriti. Batman se bori u izmišljenom američkom gradu Gothamu, a pomažu mu mnogi likovi poput njegovog partnera Robina, batlera Alfreda Pennywortha, policijskog narednika Jima Gordona i povremene heroine Batgirl. Bori se protiv mnogih zlikovaca kao što su Joker, Pingvin, Riddler, Dvolični, Catwoman i ostali. Za razliku od mnogih superheroja, Batman nema supermoći; on koristi svoju inteligenciju, detektivske sposobnosti, znanost i tehnologiju, bogatstvo, borilačke vještine, nesavladivu volju i zastrašivanje u neprestanoj borbi protiv kriminala.
Batman je postao vrlo popularan čim se pojavio te je već 1940. godine dobio svoj vlastiti strip pod nazivom Batman. Tijekom desetljeća su izašla mnoga reizdanja i interpretacije samog lika. Kasnih 60-ih Batmanova televizijska serija je koristila pretjerani i ismijavajući kič što se, godinama poslije, povezivalo s likom nakon što je serija završila. Različiti kreatori i scenaristi su radili na tome da se Batman vrati svojim mračnim korijenima. Stripovi tog mračnog razdoblja, unatoč različtim rezultatima, su bili uspješni. Među njima se ističu proslavljena miniserija stripova The Dark Knight Returns (1986.) autora Franka Millera, Batman: The Killing Joke autora Alana Moorea i Arkham Asylum: A Serious House on Serious Earth. Veliki uspjeh Warner Bros.-ovih filmova o Batmanu je također pomogao da se zadrži javni interes za samog lika.
Kao kulturna ikona, Batman se pojavio u različitim medijima, od radija do televizije i filma, kao i u mnogim proizvodima koji su prodani diljem svijeta poput igračaka i videoigara. Također je zaintrigirao mnoge psihijatre koji pokušavali razumjeti njegovu psihu i pravi ego u samom društvu. U svibnju 2011., Batman je bio smješten drugi na IGN-ovoj ljestvici "100 najboljih strip junaka svih vremena", iza Supermana. Empire magazine ga je također smjestio drugog na svojoj ljestvici "50 najvećih strip junaka svih vremena".

## Filmske adaptacije
Batman se pojavio kroz niz filmskih adaptacija.
- 1966. godine napravljen je prvi film o Batmanu po uzoru na TV-seriju iz tog vremena (a koja se dugo prikazivala i u Hrvatskoj). Batmana i Robina su glumili Adam West i Burt Ward.

- 1989. godine izlazi triler "Batman" kojeg režira Tim Burton, te se vidi Michael Keaton kao Batman i Jack Nicholson kao Joker. Film je postigao veliki uspjeh, a i danas se smatra ultimativnim filmom po stripu.

- 1992. godine Burton režira još jedan film o Batmanu, "Batman se vraća". Uz Keatona koji ponavlja svoju ulogu, glume i Danny DeVito kao Pingvin, Christopher Walken kao Max Schreck te Michelle Pfeiffer kao fatalna Catwoman. Iako je postigao komericijalni i kritički uspjeh, smatra se lošijim od prethodnika.

- 1995. godine Joel Schumacher zamjenjuje Burtona i režira "Batman zauvijek", koji je bio fijasko i kod publike i kod kritike zbog svoje prevelike šarenosti i neozbiljnosti što je u velikom kontrastu s Burtonovim gotički mračnim prethodnicima. Michaelu Keatonu se nije sviđala Schumacherova vizija Batmana, pa ga je zamijenio Val Kilmer. U ostalim su se ulogama pojavili Chris O'Donnell kao prvi filmski Robin nakon dugo vremena, Nicole Kidman kao psihologinja Chase Meridian, Tommy Lee Jones kao Harvey Dent/Dvolični i Jim Carrey kao Riddler.

- 1997. godine stiže posljednji nastavak iz prvog filmskog serijala, "Batman i Robin". U nastavku Schumacherove tradicije, film je potpuno propao u svakom aspektu te je bio izrugivan od strane publike i kritike. Novi Batman je bio George Clooney, a uz njega su se pojavili Chris O'Donnell kao Robin, Arnold Schwarzenegger kao G. Ledeni, Uma Thurman kao Otrovna Ivy i Alicia Silverstone kao Batgirl. Zbog katastrofalne reakcije na film, odgođen je novi Scumacherov nastavak pod nazivom "Batman Triumphant" te je franšiza o Batmanu stavljena na čekanje na gotovo osam godina.

- 2005. godine kreće novi serijal o Batmanu, a redatelj, poznat po intelektualnim akcijiskim filmovima, je Christopher Nolan. Film "Batman: Početak" pokreće priču iznova, od samog početka. Nolanova verzija je puno mračnija i "realističnija" te je prošla odlično i kod kritike i kod publike. Batmana glumi Christian Bale, uz Michael Cainea kao batler Alfred Pennyworth, Liam Neesona kao Ra's al Ghul, Katie Holmes kao Bruceova prijateljica Rachel Dawes, Gary Oldman kao narednik James Gordon, Cillian Murphy kao Strašilo i Morgan Freeman kao Lucius Fox.

- 2008. godine izlazi nastavak filma "Batman: Početak" pod nazivom "Vitez tame" koji ruši rekorde gledanosti. Film je bio potpuni uspjeh, a zapamćen je i po preminulom Heathu Ledgeru u ulozi Jokera za koju je za ulogu dobio filmsku nagradu Oscar. Batman je kao i u prošlom nastavku Christian Bale, a uz Jokera se pojavio i Harvey Dent/Dvolični kojeg je glumio Aaron Eckhart. Ostatak ekipe je ostao isti osim Katie Holmes koju je zamijenila Maggie Gyllenhaal u ulozi Rachel Dawes.

- 2012. godine Nolanova trilogija o Batmanu dobiva svoj završetak, "Vitez tame: Povratak". Film je odlično prošao u kinima sa zarađenih 75,8 milijuna dolara u prvom danu prikazivanja, vrlo dobro su ga prihvatili kritičari i publika. Od novih glumaca su se pojavili Tom Hardy kao Bane, Anne Hathaway kao Selina Kyle/Catwoman, Joseph Gordon-Levitt kao policajac John Blake i Marion Cotillard kao Miranda Tate/Talia al Ghul.
- 2022. godine izlazi film The Batman redatelja Matt Reevesa, zapoćevši novi serijal o liku. Film je smiješten izvan DCEU-a te prati mladog Bruce Wayna (Robert Pattinson) u njegovoj drugoj godini kao maskirani osvetnik. U filmu se također pojavljuje i Zoë Kravitz kao Catwoman, Paul Dano kao Riddler, Jeffrey Wright kao Jim Gordon, John Turturro kao Carmine Falcone, Andy Serkis kao Alfred i Colin Farrell kao Pingvin. Film je izuzetno dobro primljen kod publike i kritičara, te su pohvaljeni scenari, gluma i ozbiljni ton.

## Animirani filmovi
- Batman: Mask of the Phantasm (1993.)
- Batman protiv Drakule (2005.)

## Televiziske serije
- Batman (1966. – 1968.); crno-bijela igrana serja s Adam Westom u glavnoj ulozi
- Gotham (2014. – 2019.); igrana serija koja prati Bruce Wayna u prvim godinama nakon ubojstva njegovih roditelja te početak propada grada Gotham. David Mazouz glumi Brucea kroz sve epizode.

## Vanjske poveznice
- Službena stranica  Arhivirana inačica izvorne stranice od 17. ožujka 2008. (Wayback Machine)